# 45 Рака
45 Рака (лат. 45 Cancri) — звезда в созвездии Рака. Удалена на расстояние 1029 световых лет от нас и имеет видимую величину +5.63. Это белая карликовая звезда класса А главной последовательности.

## Характеристики
Звезда массивнее Солнца в 5.8 раз, радиус превышает солнечный в 8.6 раз. Светимость звезды — 475 солнечных, температура поверхности составляет около 9200 К.

## Исследования
По этой звезде проводились следующие исследования:
- Bright new spectroscopic binaries discovered from composite spectra. II - HR 2024, 45 Cnc, HD 126269-70, HR 6560, HD 172712, and 47 CYG